# Hammam Granada

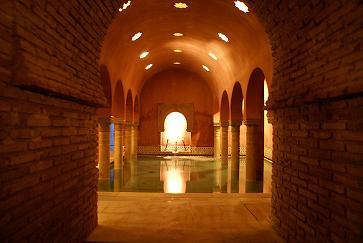
Hammam de Granada

El Hammam de Granada es un edificio situado en la ciudad española de Granada y creado en 1998 con una decoración Nazarí. Se construyó rehabilitando una casa del siglo XIV, que antiguamente era un horno de pan.
En 1567 se puso en marcha un proceso de represión cultural contra los moriscos granadinos que incluía la prohibición de los baños entre otros signos de identidad propios (lengua árabe, vestimenta, etcétera). Los baños y termas se transformaron en hornos panaderos, para aprovechar las calderas que calentaban el agua. Ello, unido a que, durante la excavación arqueológica realizada en el solar, se encontraron antiguos aljibes de agua, y que la iglesia de Santa Ana, que esta justo al lado, era la antigua mezquita, se cree que este Hammam podría estar situado en el mismo lugar que un baño original, en la calle Santa Ana 16 de Granada.
La decoración de este establecimiento esta totalmente recreada como los baños de la Alhambra y conservando la estructura o distribución de la salas de Agua, disponiendo de una sala templada, sala caliente y sala fría acompañada con una sala de reposo.
Este hammam se puede considerar el primero abierto en España para el disfrute del público, convirtiéndose de este modo en un lugar emblemático y muy reconocido en Granada.
- Datos: Q9001925